# بیل تامپسون (صداپیشه)
بیل تامپسون (انگلیسی: Bill Thompson؛ ۸ ژوئیهٔ ۱۹۱۳ – ۱۵ ژوئیهٔ ۱۹۷۱) صداپیشه و بازیگر اهل ایالات متحده آمریکا بود. وی بین سال‌های ۱۹۳۴ تا ۱۹۷۱ میلادی فعالیت می‌کرد.
علت شهرت او، صداپیشگی برخی از شخصیت‌های محبوب کارتون‌های هانا-باربرا همچون «دروپی» و «توشه لاک‌پشت» بود.
از فیلم‌ها یا برنامه‌های تلویزیونی که وی در آن نقش داشته است، می‌توان به زیبای خفته، آلیس در سرزمین عجایب، پیتر پن و توشه لاک‌پشت و دام دام اشاره کرد.